# 東金御成街道
東金御成街道（とうがねおなりかいどう）は、千葉県船橋市本町から同県東金市田間、同県山武市小松までの約37キロメートルをほぼ一直線に結んでいる街道である。なお東金市田間から山武市小松までの部分は砂押街道と呼ばれる。

## 概要
徳川家康（東照大権現）が九十九里方面での鷹狩のために土井利勝に命じて、慶長19年（1614年）正月から数ヶ月間かけて元和元年（1615年）11月に完成した街道である。この由来により権現道という呼称がある。
至極短期間の工期で造られたとする伝承があり、沿道の村々の農民たちが石高に応じて駆り出され「三日三晩で造られた」とか「昼は白旗、夜は提灯を掲げて昼夜兼行で工事が行われ、一晩のうちに完成した」などの伝承から、提灯街道や一夜街道とも呼ばれる。
従来は慶長18年12月12日（1614年1月21日）に着工し、翌慶長19年1月7日（1614年2月15日）に完成したとされてきたが、梁瀬裕一によれば、実際は慶長19年（1614年）正月に着工し、数ヶ月間かけて元和元年（1615年）11月に完成したことが史料などから確認されるという。
なお、東金市田間から山武市小松までの部分は砂押街道、あるいは御成新道と呼ばれ、別のものかつ後から造成されたような印象を受けるが、実際には山武市小松までを含めた御成街道全体が同時に造成された。道中には将軍が休息・宿泊する為の施設として船橋御殿（現・船橋東照宮）、千葉御茶屋御殿（千葉市若葉区御殿町）、千葉御殿（千葉市中央区中央）、東金御殿（現・千葉県立東金高等学校）、土気御殿（大網白里町池田）が造られた。千葉御茶屋御殿と千葉御殿は別の物件であり、現在の千葉市内には御殿が2ヵ所存在していた。

## 建設についての諸説
本保弘文によると、家康が東金御成街道を初めて利用したのは慶長19年（1614年）正月9日で、その後秀忠や権大納言時代の家光もこの街道を利用したとされる。
これに対して『習志野市史 第一巻 通史編』は、『徳川実紀』によると徳川家康は鷹狩りで違う道を使用していることが分かるので、家康は元和元年（1615年）11月の2回目の鷹狩りで始めて東金御成街道を使用したと指摘した。
梁瀬裕一は『徳川実紀』に見える「千葉」を千葉御茶屋御殿ではなく、そのまま千葉ないし千葉御殿と考えると、千葉から土気を経由して東金を往復していたことが分かり、東金御成街道を使用しておらず、千葉御茶屋御殿も利用していないことから、慶長19年（1614年）の段階で東金御成街道は完成しておらず、家康は千葉から土気街道を経て大網を通って東金に入ったとする。東金御成街道を家康が初めて使用したのは元和元年（1615年）からであるとし、本保弘文の説を疑問視している。
その後寛永7年（1630年）を最後に九十九里方面での鷹狩は行われなくなり、寛文11年（1671年）頃には3つの御殿も取り壊しになったが、東金御殿、御茶屋御殿ともに移築と伝わる建物が現存している。
本保は2014年（平成26年）10月25日に八街市中央公民館2階小・中会議室で開催された八街歴史講演会「御成街道と八街」において、「当時は、まだ生きるか死ぬかの戦国時代の延長であったことを考慮に入れると、短期間で造り上げられたという方が正しいのではないかと思われます。」と従来からの自説を繰り返しているが、『習志野市史』の記述や簗瀬説に対する具体的な反論はできずにいる。
なお、将軍の身の安全のために、東金へのルートは固定されておらず、東金御成街道を常に使用したわけではない。東金へは他にも東金街道や土気街道といった複数のルートがあった。

## 現在までの道路状況
明治維新後各所で分断されたが、船橋から千葉市稲毛区六方町の陸上自衛隊下志津駐屯地の前までが軍事国道特1号の指定を経て、千葉県道69号長沼船橋線および千葉県道66号浜野四街道長沼線の一部として現存している。若葉区若松町「鎌池」交差点付近から再び現れ、総武本線「鎌池踏切」を過ぎた後は、右手に住宅街を望みながら、国道51号「若松町交差点」に着く。千城台付近では住宅街の中心を通るが、「御成台1丁目」交差点を過ぎると急に道幅が狭くなり、センターラインが消え、谷を越える。しばらくすると、2015年（平成27年）に開通した新道があるが、左折し「金親町」交差点へと進む。その後千葉県道53号と重複し、「御殿入口」で右折し、千葉県道66号「富田入口」交差点へ着く。八街市内の一部は、「御成街道跡」として市指定の史跡となっている。八街市滝台から東金へ至る経路は現在不明になっているが、東金市田間から山武市小松までも千葉県道124号緑海東金線として現存している。